# Jan Illek
Jan Illek (18. ledna 1912 Rouchovany – ?) byl český řezník a pilot.

## Biografie
Jan Illek se narodil v roce 1912 v Rouchovanech, po obecné škole se vyučil řezníkem. Později, roku 1934, nastoupil na základní vojenskou službu u leteckého pluku v pražských Kbelích. Roku 1938 byl mobilizován a vstoupil do 77. letky do Topoľčan. Následně odešel do Polska a později do Francie, kde vstoupil do cizinecké legie. Působil v Oránu, Sidibel a v Abbés. Po napadení Francie Německem vstoupil do československé jednotky v Agde. Později odešel do Velké Británie, kde nastoupil do 310. československé stíhací perutě.
Po skončení druhé světové války se vrátil do Československa a po dovolené se vrátil zpět do Británie, kde získal občanství. Roku 1946 odjel do Jižní Afriky, kde do roku 1948 pracoval v továrně na uzeniny jako řezník. V tu dobu odjel do Francouzské Afriky, kde pracoval také jako řezník a roku 1952 se oženil, roku 1953 po vypuknutí války se vrátil zpět do Británie a v roce 1955 s rodinou odešel do Kanady, do města White Rock, kde se věnoval opět řeznictví.
Roku 1991 byl rehabilitován a povýšen do hodnosti majora.